# Phénothiazine
La phénothiazine est un composé chimique qui a donné son nom à la classe pharmacologique des phénothiazines.

## Utilisations
La phénothiazine a été utilisée comme insecticide puis comme anthelminthique (chez l'animal et l'Humain), synthétisé initialement en 1883 à partir de bleu de méthylène, découvert sept ans plus tôt par Paul Ehrlich.
De cette molécule dérivent plusieurs médicaments neuroleptiques.
C'est aussi l'un des additifs de certaines huiles utilisées dans le domaine de l'aéronautique. 